# Gamarragutxia
Gamarragutxia/Gamarra Menor és un poble i concejo pertanyent al municipi de Vitòria. Tenia 22 habitants en (2007). Està enclavat en la Zona Rural Nord-oest de Vitòria.
Està al nord de Vitòria, a 8 km de distància del centre de la ciutat per carretera. Del poble homònim de Gamarra Nagusia està separat per poc més d'un quilòmetre, encara que per carretera siguin 4 km els que els separen.
La parròquia que data del segle xiii està en estat ruïnós i no es pot visitar. La població pertany a la jurisdicció de Vitòria des que en el segle XIV el rei Alfons XI de Castella la cedís a la vila.
Les festes patronals per la Nativitat de la Verge se celebren el 8 de setembre.